# L. 스콧 콜드웰
L. 스콧 콜드웰(L. Scott Caldwell, 1950년 4월 17일 ~ )은 미국의 배우이다.

## 출연 작품

### 영화
- 대탈주: 디비전 19 (2017)
- 예수는 역사다 (2017)
- 파우더 블루 (2009)
- 단델리온 더스트 (2009, Like Dandelion Dust)
- 그리다이언 갱 (2006)
- 퀸즈 슈프림 (2003)
- 인터밋 비트레이얼 (1999)
- 맨 헌팅 (1999)
- 디스트렉션 (1997)
- 테크노 킬러 (1996)
- 페이션트 리포터 (1995)
- 블루 데블 (1995)
- 네트 (1995)
- S.I.S. 필살처형 (1993)
- 도망자 (1993)
- 귀여운 악마 (1991)
- 나의 집을 찾아서 (1988)
- 익스터미네이터 2 (1984)
- 알렉스 실종 사건 (1983)

### 텔레비전
- 저징 에이미 (1999-2000)
- ER (2004-06)
- 로스트 (2004-10)
- 미국 십대의 비밀생활 (2008-13)
- 사우스랜드 (2009-13)